# Гуагуа, Хорхе
Хо́рхе Гуа́гуа (исп. Jorge Daniel Guagua Tamayo; род. 28 сентября 1981 в Эсмеральдасе) — эквадорский футболист, защитник. Выступал в сборной Эквадора.

## Биография
Хорхе Гуагуа в юношеском возрасте выступал за Спортивную Ассоциацию «Наваль», пока не был замечен скаутами «Эль Насьоналя». Дебют в профессиональном футболе произошёл в 2000 году и за 6,5 лет, проведённых в армейской команде, Гуагуа дважды становился чемпионом страны. К тому моменту он уже успел принять участие в двух Кубках Америки (2001, 2004). Несмотря на реноме техничного и цепкого защитника и уверенную игру за «Эль Насьональ», в первые годы карьеры в сборной он чаще использовался как дублёр опытнейшего Ивана Уртадо.
В 2006 году Гуагуа принял участие в чемпионате мира, где Эквадор сумел пробиться в 1/8 финала. На мундиале Гуагуа хорошо взаимодействовал обороне с Джованни Эспиносой. По окончании турнира Гуагуа перешёл в аргентинский «Колон», в котором провёл лишь один сезон, вернувшись в 2007 году на родину, в клуб «Эмелек». В том же году в третий раз принял участие в Кубке Америки.
В 2008 году выступал за другой клуб из Гуаякиля — «Барселону», после чего вернулся в родной «Эль Насьональ». В начале 2010 года было объявлено о переходе Хорхе Гуагуа в лучший клуб Южной Америки 2008 и 2009 годов по версии КОНМЕБОЛ — ЛДУ Кито.
Вместе с ЛДУ Гуагуа выиграл чемпионат Эквадора в 2010 году, а спустя год дошёл до финала Южноамериканского кубка. В январе 2012 года Гуагуа перешёл в «Атланте» из Гвадалахары.

## Титулы
- Чемпион Эквадора (3): Кл. 2005, 2006, 2010, 2014, 2015, 2017
- Финалист Южноамериканского кубка (1): 2011
- Лучший защитник чемпионата Венесуэлы 2014
- В списке 11 лучших игроков чемпионата Эквадора (2014, 2015)